# Borås Arena
La Borås Arena est un stade situé dans la ville suédoise de Borås au centre-ouest du pays.

## Description
Inauguré en 2005, ce bâtiment, qui a coûté 117 millions de couronnes suédoises a remplacé le précédent stade du club, le Ryavallen. Il est généralement utilisé pour accueillir les rencontres à domicile du club de l'IF Elfsborg. Il est également utilisé pour les rencontres à domicile des clubs de Norrby IF et du club de football féminin de Dalsjöfors GoIF. Il fut à cette époque le premier stade construit en Suède depuis près de 40 ans. 
Le 17 avril 2005, le match d'inauguration du stade opposant Elfsborg à Örgryte s'est conclu sur une victoire des locaux 1-0, grâce à un but de Daniel Mobaeck. Le record d'affluence fut établi la même année, le 4 juillet, à l'occasion d'une rencontre contre Kalmar FF qui vit 17 083 spectateurs assister à la victoire d'Elfsborg 1-0 (goal de Mathias Svensson à la 45e minute). Le stade dispose d'une pelouse synthétique permettant d'avoir recours à ce dernier tout au long de l'année. Il est également conçu pour accueillir divers événements annexes tels des concerts. Dans ce cas, la capacité du stade peut être portée à 17 800 places.

## Administration
La Borås Arena appartient à la Borås Arena AB, filiale de l'IF Elfsborg. La ville de Borås qui a offert le terrain assure l'entretien du stade. 

### Particularité
L'une des tribunes, à savoir la tribune Ålgård, qui accueille une boutique en lien avec le centre commercial de Knalleland a été vendue à la société de gestion de biens immobiliers de la ville, l'IBAB, qui la reloue à Borås Arena AB.

## Tribunes
Umbro / Ålgård (sud)
À l'extérieur de cette tribune se trouve un fast food Max ainsi qu'un magasin Harald Nyborg (sv). À l'intérieur, on trouve la grande loge et les places handicapés.
Elfsborg (ouest)
Cette tribune accueille les clubs de supporter d'Elfsborg. 
Sjuhärad (nord)
Cette tribune abrite un pub pouvant accueillir 200 personnes, un restaurant pour 150 convives et des salles de conférence. Le pub et le restaurant peuvent aussi, si nécessaire, utiliser les salles précitées qui leur sont contigües. On y trouve également des loges, la salle de presse et les vestiaires.
Knalleland (est)
C'est dans cette tribune que se trouve le parcage visiteur, en limite de la tribune Umbro / Ålgård.

## La bataille des Burgers
En 2007 la Borås Arena a été choisi par la fédération suédoise de football pour accueillir des rencontres du Championnat d'Europe de football espoirs 2009 (avec les stades de Göteborg, Helsingborg et Malmö). Toutefois, en raison d'un conflit de sponsor avec la chaîne de restauration rapide Max Hamburgers (en), qui dispose d'un restaurant dans le stade, la fédération retire l'attribution de rencontres à la Borås Arena et remplace cette enceinte par l'Örjans Vall d'Halmstad. En effet, lors des compétitions internationales organisées par l'UEFA, les stades sont soumis à un engagement contractuel qui donne le monopole aux sponsors officiels, parmi lesquels McDonald's. Max ayant refusé de fermer son restaurant pendant la durée de la compétition, la fédération s'est trouvée devant une impasse qui l'a obligée à déchoir Borås de son statut de ville hôte de la compétition.

## Photos

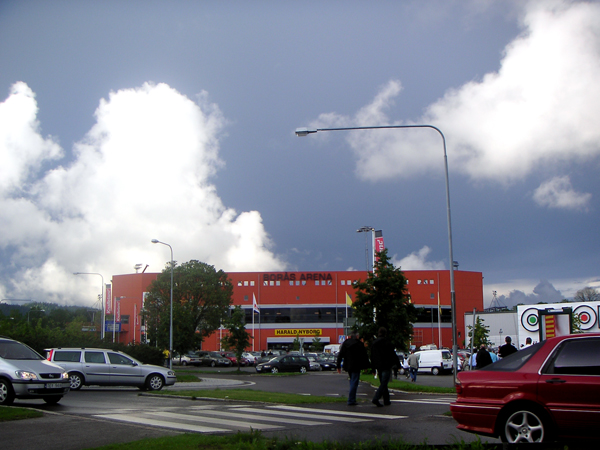
Borås Arena
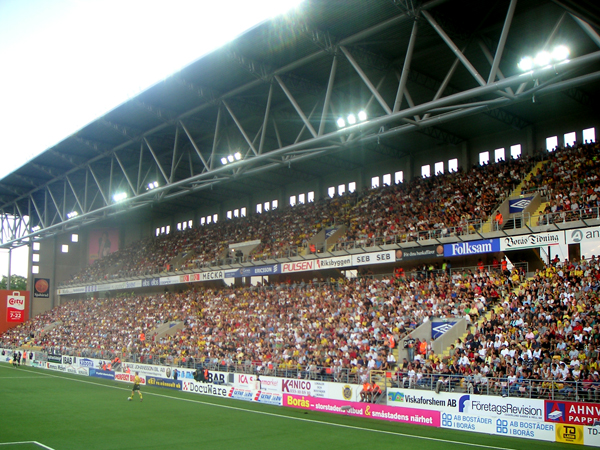
Tribune Ålgård
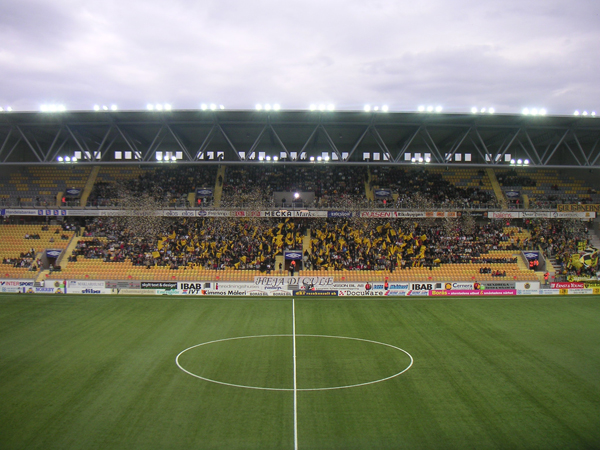
Tribune Ålgård
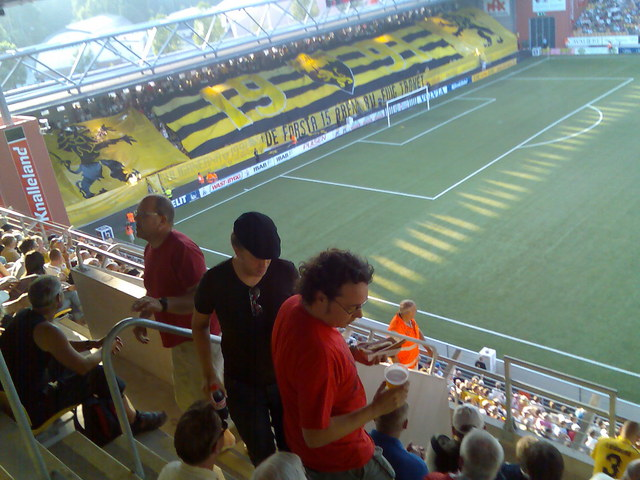
Tribune Elfsborg, prise depuis la tribune Ålgård
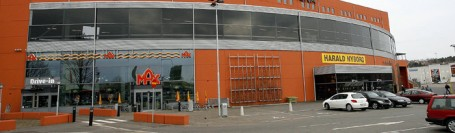
Max restaurant de la Borås Arena
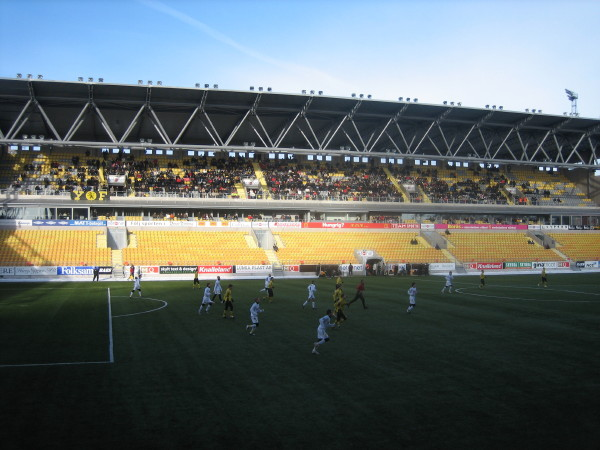
Tribune Sjuhärad
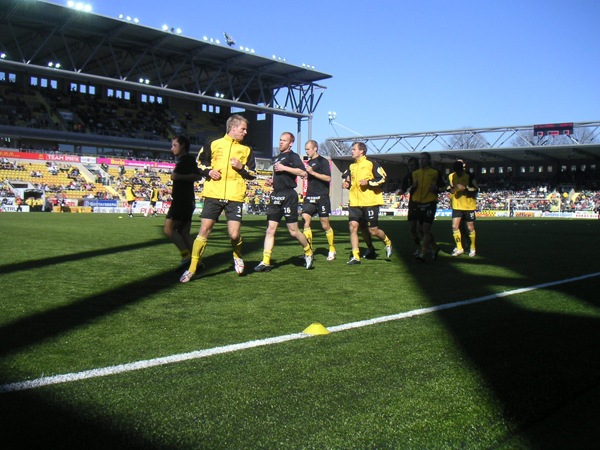
Tribune Sjuhärad et Knalleland
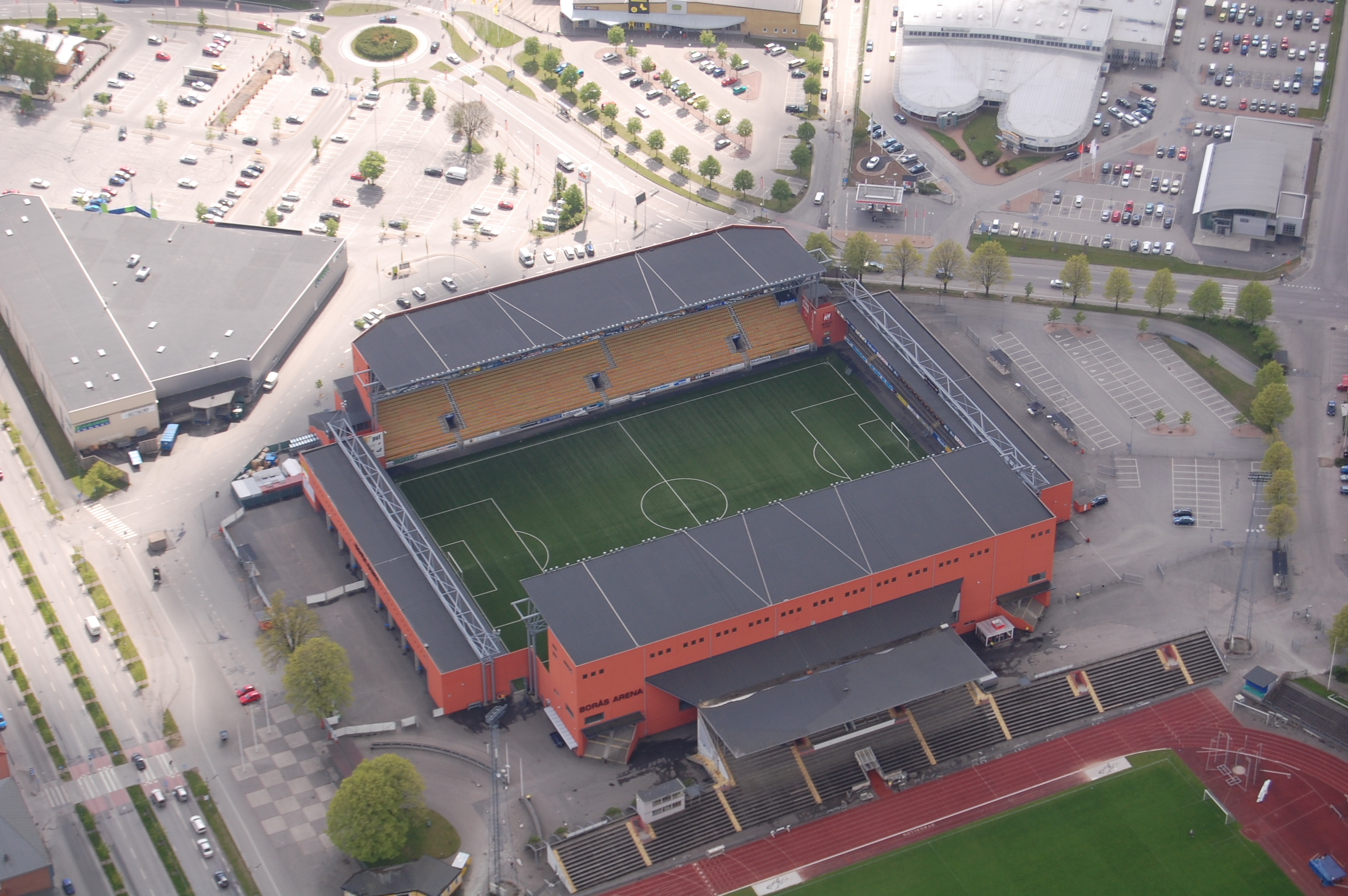
Borås Arena, vue de dessus